# Noors voetbalelftal in 2005
Het Noors voetbalelftal speelde in totaal zestien interlands in het jaar 2005, waaronder acht wedstrijden in de kwalificatiereeks voor de WK-eindronde 2006 in Duitsland. De ploeg verloor in de play-offs (twee duels) van Tsjechië. De selectie stond onder leiding van bondscoach Åge Hareide. Ondanks acht overwinningen in zestien duels zakte Noorwegen in 2005 op de FIFA-wereldranglijst van de 36ste (januari 2005) naar de 38ste plaats (december 2005).

## Balans
| Wedstrijden | Wedstrijden | Wedstrijden | Wedstrijden | Doelpunten | Doelpunten | Doelpunten | Punten |
| Gespeeld    | Winst       | Gelijk      | Verlies     | Voor       | Tegen      | Saldo      | Punten |
| ----------- | ----------- | ----------- | ----------- | ---------- | ---------- | ---------- | ------ |
| 16          | 8           | 4           | 4           | 17         | 12         | 5          | 1.250  |

## Interlands
|                                                       |                      |       |                     |                                                                                             |
| 22 januari Vriendschappelijk № 692 «onderlinge duels» | Koeweit              | 1 – 1 | Noorwegen           | Kuwait National Stadium, Koeweit-Stad Toeschouwers: 200 Scheidsrechter: Qasim Shaaban (KUW) |
| 22 januari Vriendschappelijk № 692 «onderlinge duels» | Bashar Abdulaziz 27' |       | 49' Raymond Kvisvik | Kuwait National Stadium, Koeweit-Stad Toeschouwers: 200 Scheidsrechter: Qasim Shaaban (KUW) |

|                                                                 |         |                     |           | |
| 25 januari Vriendschappelijk № 693 «onderlinge duels» 19:00 uur | Bahrein | 0 – 1               | Noorwegen | Bahrain National Stadium, Riffa Toeschouwers: 4.000 Scheidsrechter: Abdulla Khalil Al Bannai (UAE) |
| 25 januari Vriendschappelijk № 693 «onderlinge duels» 19:00 uur |         | 49' Raymond Kvisvik |           | Bahrain National Stadium, Riffa Toeschouwers: 4.000 Scheidsrechter: Abdulla Khalil Al Bannai (UAE) |

|                                                                 |          |       |           |                                                                                               |
| 28 januari Vriendschappelijk № 694 «onderlinge duels» 19:00 uur | Jordanië | 0 – 0 | Noorwegen | Amman International Stadium, Amman Toeschouwers: 8.000 Scheidsrechter: Hassan Al Shoufi (SYR) |
| 28 januari Vriendschappelijk № 694 «onderlinge duels» 19:00 uur |          |       |           | Amman International Stadium, Amman Toeschouwers: 8.000 Scheidsrechter: Hassan Al Shoufi (SYR) |

|                                                                 |       |                                                               |           |                                                                                    |
| 9 februari Vriendschappelijk № 695 «onderlinge duels» 19:00 uur | Malta | 0 – 3                                                         | Noorwegen | Ta' Qali Stadium, Ta' Qali Toeschouwers: 1.000 Scheidsrechter: David Malcolm (NIR) |
| 9 februari Vriendschappelijk № 695 «onderlinge duels» 19:00 uur |       | 70' Sigurd Rushfeldt 79' Sigurd Rushfeldt 80' John Arne Riise |           | Ta' Qali Stadium, Ta' Qali Toeschouwers: 1.000 Scheidsrechter: David Malcolm (NIR) |

|                                                             |          |       |           |                                                                                        |
| 30 maart WK-kwalificatie № 696 «onderlinge duels» 20:45 uur | Moldavië | 0 – 0 | Noorwegen | Stadionul Republican, Chisinau Toeschouwers: 5.000 Scheidsrechter: Florian Meyer (GER) |
| 30 maart WK-kwalificatie № 696 «onderlinge duels» 20:45 uur |          |       |           | Stadionul Republican, Chisinau Toeschouwers: 5.000 Scheidsrechter: Florian Meyer (GER) |

|                                                               |                        |       |                                      |                                                                                |
| 20 april Vriendschappelijk № 697 «onderlinge duels» 17:00 uur | Estland                | 1 – 2 | Noorwegen                            | A. Le Coq Arena, Tallinn Toeschouwers: 4.000 Scheidsrechter: Pieter Vink (NED) |
| 20 april Vriendschappelijk № 697 «onderlinge duels» 17:00 uur | Aleksander Saharov 81' |       | 24' Frode Johnsen 54' Daniel Braaten | A. Le Coq Arena, Tallinn Toeschouwers: 4.000 Scheidsrechter: Pieter Vink (NED) |

|                                                             |                   |       |            |                                                                                   |
| 24 mei Vriendschappelijk № 698 «onderlinge duels» 19:35 uur | Noorwegen         | 1 – 0 | Costa Rica | Ullevaal Stadion, Oslo Toeschouwers: 21.251 Scheidsrechter: Dick van Egmond (NED) |
| 24 mei Vriendschappelijk № 698 «onderlinge duels» 19:35 uur | Frode Johnsen 78' |       |            | Ullevaal Stadion, Oslo Toeschouwers: 21.251 Scheidsrechter: Dick van Egmond (NED) |

|                                                           |           |       |        |                                                                                          |
| 4 juni WK-kwalificatie № 699 «onderlinge duels» 20:30 uur | Noorwegen | 0 – 0 | Italië | Ullevaal Stadion, Oslo Toeschouwers: 24.829 Scheidsrechter: Manuel Mejuto González (ESP) |
| 4 juni WK-kwalificatie № 699 «onderlinge duels» 20:30 uur |           |       |        | Ullevaal Stadion, Oslo Toeschouwers: 24.829 Scheidsrechter: Manuel Mejuto González (ESP) |

|                                                             |                                      |       |                                                               |                                                                                        |
| 8 juni Vriendschappelijk № 700 «onderlinge duels» 20:15 uur | Zweden                               | 2 – 3 | Noorwegen                                                     | Råsunda Fotbollstadion, Solna Toeschouwers: 15.345 Scheidsrechter: Jaroslav Jara (CZE) |
| 8 juni Vriendschappelijk № 700 «onderlinge duels» 20:15 uur | Kim Källström 16' Johan Elmander 68' |       | 60' John Arne Riise 64' Thorstein Helstad 65' Steffen Iversen | Råsunda Fotbollstadion, Solna Toeschouwers: 15.345 Scheidsrechter: Jaroslav Jara (CZE) |

|                                                                  |           |                                               |             |                                                                                      |
| 17 augustus Vriendschappelijk № 701 «onderlinge duels» 19:00 uur | Noorwegen | 0 – 2                                         | Zwitserland | Ullevaal Stadion, Oslo Toeschouwers: 19.623 Scheidsrechter: Nicolai Vollquartz (DEN) |
| 17 augustus Vriendschappelijk № 701 «onderlinge duels» 19:00 uur |           | 50' Alexander Frei 59' (e.d.) André Bergdølmo |             | Ullevaal Stadion, Oslo Toeschouwers: 19.623 Scheidsrechter: Nicolai Vollquartz (DEN) |

|                                                                |                                         |       |                                                             |                                                                                      |
| 3 september WK-kwalificatie № 702 «onderlinge duels» 20:45 uur | Slovenië                                | 2 – 3 | Noorwegen                                                   | Arena Petrol, Celje Toeschouwers: 10.055 Scheidsrechter: Luis Medina Cantalejo (ESP) |
| 3 september WK-kwalificatie № 702 «onderlinge duels» 20:45 uur | Sebastjan Cimirotič 4' Anton Žlogar 81' |       | 3' John Carew 24' Claus Lundekvam 90' Morten Gamst Pedersen | Arena Petrol, Celje Toeschouwers: 10.055 Scheidsrechter: Luis Medina Cantalejo (ESP) |

|                                                                |                     |       |                                   |                                                                               |
| 7 september WK-kwalificatie № 703 «onderlinge duels» 19:00 uur | Noorwegen           | 1 – 2 | Schotland                         | Ullevaal Stadion, Oslo Toeschouwers: 24.904 Scheidsrechter: Alain Hamer (LUX) |
| 7 september WK-kwalificatie № 703 «onderlinge duels» 19:00 uur | Ole Martin Årst 89' |       | 21' Kenny Miller 31' Kenny Miller | Ullevaal Stadion, Oslo Toeschouwers: 24.904 Scheidsrechter: Alain Hamer (LUX) |

|                                                              |                      |       |          |                                                                                 |
| 8 oktober WK-kwalificatie № 704 «onderlinge duels» 20:15 uur | Noorwegen            | 1 – 0 | Moldavië | Ullevaal Stadion, Oslo Toeschouwers: 23.409 Scheidsrechter: Steve Bennett (ENG) |
| 8 oktober WK-kwalificatie № 704 «onderlinge duels» 20:15 uur | Sigurd Rushfeldt 50' |       |          | Ullevaal Stadion, Oslo Toeschouwers: 23.409 Scheidsrechter: Steve Bennett (ENG) |

|                                                               |             |                       |           |                                                                               |
| 12 oktober WK-kwalificatie № 705 «onderlinge duels» 20:30 uur | Wit-Rusland | 0 – 1                 | Noorwegen | Dinamostadion, Minsk Toeschouwers: 13.222 Scheidsrechter: Konrad Plautz (AUT) |
| 12 oktober WK-kwalificatie № 705 «onderlinge duels» 20:30 uur |             | 70' Thorstein Helstad |           | Dinamostadion, Minsk Toeschouwers: 13.222 Scheidsrechter: Konrad Plautz (AUT) |

|                                                                          |           |                     |          |                                                                                   |
| 12 november WK-kwalificatie Play-offs № 706 «onderlinge duels» 19:30 uur | Noorwegen | 0 – 1               | Tsjechië | Ullevaal Stadion, Oslo Toeschouwers: 24.264 Scheidsrechter: Massimo Busacca (SUI) |
| 12 november WK-kwalificatie Play-offs № 706 «onderlinge duels» 19:30 uur |           | 32' Vladimír Šmicer |          | Ullevaal Stadion, Oslo Toeschouwers: 24.264 Scheidsrechter: Massimo Busacca (SUI) |

|                                                                          |                   |       |           |                                                                            |
| 16 november WK-kwalificatie Play-offs № 707 «onderlinge duels» 20:15 uur | Tsjechië          | 1 – 0 | Noorwegen | Toyota Arena, Praag Toeschouwers: 17.464 Scheidsrechter: Graham Poll (ENG) |
| 16 november WK-kwalificatie Play-offs № 707 «onderlinge duels» 20:15 uur | Tomáš Rosický 35' |       |           | Toyota Arena, Praag Toeschouwers: 17.464 Scheidsrechter: Graham Poll (ENG) |

## FIFA-wereldranglijst
| JAN | FEB | MAR | APR | MEI | JUN | JUL | AUG | SEP | OKT | NOV | DEC |
| --- | --- | --- | --- | --- | --- | --- | --- | --- | --- | --- | --- |
| 36  | 35  | 35  | 36  | 36  | 35  | 36  | 36  | 37  | 37  | 38  | 38  |

## Statistieken
| Thomas Myhre          | 1973-10-16 | Charlton Athletic      | 9  | 0 | 0 | 47 | 0 |
| Espen Johnsen         | 1979-12-20 | Rosenborg BK           | 7  | 0 | 0 | 16 | 0 |
| Knut Borch            | 1980-01-29 | Tromsø IL              | 0  | 1 | 0 | 1  | 0 |
| Verdediging           |            |                        |    |   |   |    |   |
| John Arne Riise       | 1980-09-24 | Liverpool              | 10 | 0 | 2 |    |   |
| André Bergdølmo       | 1971-10-13 | FC København           | 10 | 0 | 0 |    |   |
| Erik Hagen            | 1975-07-20 | FK Zenit St-Petersburg | 9  | 0 | 0 |    |   |
| Brede Hangeland       | 1981-06-20 | FC København           | 7  | 0 | 0 |    |   |
| Claus Lundekvam       | 1973-02-22 | Southampton            | 6  | 0 | 1 |    |   |
| Jon Inge Høiland      | 1977-09-20 | 1. FC Kaiserslautern   | 6  | 0 | 0 |    |   |
| Trond Andersen        | 1975-01-06 | Brøndby IF             | 3  | 0 | 0 | 38 | 0 |
| Bård Borgersen        | 1972-05-20 | Start Kristiansand     | 2  | 1 | 0 |    |   |
| Frode Kippe           | 1978-01-17 | Lillestrøm SK          | 2  | 1 | 0 |    |   |
| Ragnvald Soma         | 1979-11-10 | Brann Bergen           | 2  | 1 | 0 |    |   |
| Jarl André Storbæk    | 1978-09-21 | Hamarkameratene        | 2  | 1 | 0 | 3  | 0 |
| Christer Basma        | 1972-08-01 | Rosenborg BK           | 2  | 0 | 0 | 40 | 0 |
| Erlend Hanstveit      | 1981-01-28 | Brann Bergen           | 2  | 0 | 0 |    |   |
| Vidar Riseth          | 1972-04-21 | Rosenborg BK           | 2  | 0 | 0 |    |   |
| Marius Johnsen        | 1981-08-28 | Start Kristiansand     | 1  | 3 | 0 | 4  | 0 |
| Ståle Stensaas        | 1971-07-07 | Rosenborg BK           | 1  | 1 | 0 |    |   |
| Hassan El Fakiri      | 1977-04-18 | Borussia M'gladbach    | 0  | 2 | 0 |    |   |
| Kjetil Wæhler         | 1976-03-16 | Vålerenga IF           | 0  | 1 | 0 | 1  | 0 |
| Middenveld            |            |                        |    |   |   |    |   |
| Morten Gamst Pedersen | 1981-09-08 | Blackburn Rovers       | 11 | 0 | 1 |    |   |
| Jan Gunnar Solli      | 1981-04-19 | Rosenborg BK           | 8  | 3 | 0 |    |   |
| Kristofer Hæstad      | 1983-12-09 | Start Kristiansand     | 7  | 2 | 0 | 9  | 0 |
| Christian Grindheim   | 1983-07-17 | Vålerenga IF           | 6  | 0 | 0 | 6  | 0 |
| Raymond Kvisvik       | 1974-11-08 | Fredrikstad FK         | 4  | 3 | 2 |    |   |
| Petter Rudi           | 1973-09-17 | Molde FK               | 4  | 1 | 0 |    |   |
| Martin Andresen       | 1977-02-02 | Brann Bergen           | 3  | 1 | 0 |    |   |
| Ardian Gashi          | 1981-06-20 | Vålerenga IF           | 3  | 1 | 0 |    |   |
| Magne Hoseth          | 1980-10-13 | Vålerenga IF           | 3  | 0 | 0 |    |   |
| Fredrik Strømstad     | 1982-01-20 | Start Kristiansand     | 2  | 1 | 0 | 3  | 0 |
| Tommy Svindal Larsen  | 1973-08-11 | Odd Grenland           | 2  | 0 | 0 |    |   |
| Alex Valencia         | 1979-09-22 | Start Kristiansand     | 2  | 0 | 0 |    |   |
| Daniel Braaten        | 1982-05-25 | Rosenborg BK           | 1  | 4 | 1 |    |   |
| Thomas Holm           | 1981-02-19 | Vålerenga IF           | 1  | 2 | 0 |    |   |
| Lars Iver Strand      | 1983-05-07 | Tromsø IL              | 1  | 2 | 0 | 3  | 0 |
| Roger Risholt         | 1979-04-10 | Aarhus GF              | 0  | 3 | 0 | 3  | 0 |
| Espen Søgård          | 1979-10-10 | Lillestrøm SK          | 0  | 2 | 0 | 2  | 0 |
| Eirik Bakke           | 1977-09-13 | Leeds United           | 0  | 1 | 0 |    |   |
| Espen Hoff            | 1981-11-20 | Odd Grenland           | 0  | 1 | 0 | 1  | 0 |
| Aanval                |            |                        |    |   |   |    |   |
| Steffen Iversen       | 1976-11-10 | Vålerenga IF           | 10 | 1 | 1 |    |   |
| John Carew            | 1979-09-05 | Olympique Lyonnais     | 8  | 1 | 1 |    |   |
| Bengt Sæternes        | 1975-01-01 | Brann Bergen           | 4  | 0 | 0 |    |   |
| Thorstein Helstad     | 1977-04-28 | Rosenborg BK           | 3  | 3 | 2 |    |   |
| Sigurd Rushfeldt      | 1972-12-11 | Austria Wien           | 3  | 1 | 3 |    |   |
| Ole Martin Årst       | 1974-07-19 | Tromsø IL              | 2  | 8 | 1 |    |   |
| Frode Johnsen         | 1974-03-17 | Rosenborg BK           | 2  | 2 | 2 |    |   |
| Øyvind Storflor       | 1979-12-18 | Rosenborg BK           | 2  | 1 | 0 | 3  | 0 |
| Egil Østenstad        | 1972-01-02 | Viking Stavanger       | 1  | 0 | 0 |    |   |
| Azar Karadaş          | 1981-08-09 | Portsmouth             | 0  | 4 | 0 |    |   |